# کوین وو
کوین وو (انگلیسی: Kevin Woo؛ زادهٔ ۲۵ نوامبر ۱۹۹۱) که با نام کوین نیز شناخته می‌شود، خواننده، ترانه‌پرداز و مجری تلویزیونی آمریکاییِ مقیم نیویورک است. او بیشتر به عنوان عضو پیشین گروه پسرانهٔ کره‌ای یوکیس شناخته می‌شود که از سال ۲۰۰۸ تا ۲۰۱۷ در این گروه فعالیت داشت. همچنین، کوین به عنوان مجری برنامه‌های مختلف تلویزیونی شهرت یافته است.
کوین وو در کالیفرنیا، ایالات متحده آمریکا به دنیا آمد و بزرگ شد. در سن ۱۵ سالگی توسط شرکت سرگرمی کره‌ای شینگ انترتینمنت کشف شد و پس از آن به کره جنوبی نقل مکان کرد. او پس از چند ماه کارآموزی، در سال ۲۰۰۶ به عنوان عضو گروه پسرانهٔ شینگ فعالیت خود را آغاز کرد. دو سال بعد، این گروه را ترک کرد و در اوت ۲۰۰۸ به عنوان عضو جدید گروه یوکیس دوباره وارد صنعت موسیقی شد.
در مارس ۲۰۱۷، پس از پایان قراردادش، کوین گروه یوکیس را ترک کرد. او پس از آن حرفهٔ انفرادی خود را در کره جنوبی و ژاپن دنبال کرد و در اکتبر ۲۰۱۸، نخستین تک‌آهنگ خود با نام «Ride Along» را منتشر کرد.

## فیلم‌شناسی

### فیلم
| سال  | عنوان                 | نقش         | توضیحات      |
| ---- | --------------------- | ----------- | ------------ |
| ۲۰۲۵ | شکارچیان شیاطین کی‌پاپ | ساجای مرموز | صداپیشهٔ آواز |

### مجموعه تلویزیونی
| سال  | عنوان             | شبکه                    | نقش          | توضیحات |
| ---- | ----------------- | ----------------------- | ------------ | ------- |
| ۲۰۱۰ | من افسانه هستم    | عضو گروه کیس            | مکمل         |         |
| ۲۰۱۲ | بقای نهایی کی پاپ | خودش به عنوان عضو یوکیس | حضور افتخاری |         |
| ۲۰۱۵ | دربارهٔ عشق        | کوین                    | نقش اصلی     |         |
| ۲۰۱۵ | بیا بخوریم ۲      | دوست هه ریم             | حضور افتخاری |         |